# يوتا آبي (لاعبة جودو)
أوتا آبي (اليابانية: 阿部 詩، من مواليد 14 يوليو 2000) هي لاعبة جودو يابانية. فازت بالميدالية الذهبية في حدث الوزن نصف الخفيف، والميدالية الفضية في الفريق المختلط، في الألعاب الأولمبية الصيفية 2020 التي أقيمت في طوكيو، اليابان.
في عام 2021، فازت آبي بالميدالية الذهبية في الألعاب الأولمبية الصيفية 2020 في طوكيو في نفس اليوم الذي فاز فيه شقيقها الأكبر هيفومي بالميدالية الذهبية في قسم الجودو. فازت آبي بالميدالية الذهبية في وزن 52 كجم للسيدات في بطولة العالم للجودو 2023 التي أقيمت في الدوحة، قطر. هُزمت من قبل ديورا كيلديوروفا من أوزبكستان في الجولة الثانية من دورة الألعاب الأولمبية الصيفية 2024 في باريس.